# 龙广镇
龙广镇，是中华人民共和国贵州省黔西南布依族苗族自治州安龙县下辖的一个乡镇级行政单位。

## 行政区划
龙广镇下辖以下地区：
合兴村、赖山村、纳桃村、小场坝村、双合村、狮子山村、联新村、佳皂村、纳万村、柘仑村、干田村、安叉村、七星村、果约村、簸箕寨村、烂滩村、坡关村和花木村。